# كارين هولفورد
البروفيسورة كارين مارغريت هولفورد  مهندسة وأكاديمية ويلزية، وهي نائبة رئيس جامعة كارديف (عملت نائبة لمستشارة كلية العلوم والهندسة الفيزيائية، ومديرة لكلية الهندسة وأستاذة في الهندسة الميكانيكية). وهي أيضًا باحثة نشطة في الانبعاثات الصوتية وطُبق عملها على عمليات التفتيش لتقييم الأضرار على المكونات الصناعية.

## السيرة الشخصية
درست هولفورد الهندسة الميكانيكية في جامعة كارديف بمنحة من رولز رويس وكانت أول فرد من عائلتها تدرس بمؤسسة للتعليم العالي. وذلك بعد أن شجعها مدرس الفن في مدرستها على متابعة دراستها، على الرغم من أن مستشارها المهني لم يشجعها على دراسة الهندسة لأنه كان يرى أن الهندسة اختصاص ذكوري. عادت لاحقًا إلى رولز رويس إذ تشجعت على إكمال درجة الدكتوراه. ساهمت هولفورد خلال الفترة التي قضتها في رولز رويس ببناء محركات آدور وبيجاسوس بمساعدة مهندسين من جميع أنحاء أوروبا والولايات المتحدة وبأعمال التطوير في الهندسة المتقدمة.
بعد الدكتوراه، عملت هولفورد في شركة محلية تدعى أي بي للمنتجات الإلكترونية على رأس المهندسين. شاركت في إدارة مشاريع المنتجات التقنية التي شملت تصميم جهاز استشعار لضغط الأغشية الرقيقة وتطويره في الأنظمة المانعة لانغلاق المكابح في سيارات بي ام دبليو. طورت هولفورد أيضًا منتجات إلكترونية لمحركات سيارات جاكوار وروفر.
بدأت حياتها المهنية الأكاديمية في عام 1990 بصفة مستشارة في جامعة كارديف في منهج الهندسة المتكاملة، والتي تهدف إلى زيادة المشاركة الصناعية في المرحلة التعليمية وتوفير التعليم متعدد الاختصاصات، ووظفتها الجامعة في نفس العام محاضرة في الهندسة. نشرت هولفورد أكثر من 160 بحثًا وأكثر من 80 مقالًا تمت مراجعتها من قِبل الأقران.
قادت هولفورد مشاريع بحثية بلغ مجموع تمويلها أكثر من 7.5 مليون جنيه إسترليني بتمويل من مصادر كثيرة ومختلفة بما في ذلك مجلس بحوث الهندسة والعلوم الفيزيائية ووكالة الاختبارات البريطانية وشراكات نقل المعرفة والاتحاد الأوروبي والشركات الصناعية.
تمحور بحثها الأساسي حول عمليات فحص تقييم الأضرار باستخدام الانبعاثات الصوتية وذلك بتطبيقها على العديد من التطبيقات الصناعية، بما في ذلك الجسور ومعدات الهبوط الجوية والإسمنت والمعادن. ركزت هولفورد وفريقها لاحقًا على تطوير تقنيات موقع الأضرار باستخدام الانبعاثات الصوتية، وجمع الطاقة وأجهزة استشعار مدمجة تهدف إلى تطوير أنظمة مراقبة صحة بنيوية مستقلة ومتوازنة.
عملت أيضًا مستشارة لفريق الفورمولا ستيودنت بجامعة كارديف، وهي حاليًا عضو في شبكة الاستشارات الاستراتيجية في مجلس بحوث الهندسة والعلوم الفيزيائية، ومديرة مركز المركبات نصف الناقلة. بعيدًا عن الأوساط الأكاديمية، دخلت هولفورد في بطولة فورمولا للسيدات لعام 2004 خلف عجلة قيادة سيارة كاترهام..

## الجوائز
حصلت هولفورد على العديد من الجوائز. حصلت في عام 2002 على جائزة الأكاديمية الملكية للتميز الهندسي في أعمال TCS. أما في عام 2006، حصلت على لقب "امرأة العام الويلزية في العلوم والتكنولوجيا. وحصلت على جائزة حملة المرأة في الهندسة والعلوم عن المساهمة الشخصية في الهندسة والالتزام الطويل الأمد بدعم الفتيات والشابات في العلوم والهندسة في عام 2007، وفي عام 2016 فازت بجائزة نساء في التعليم.
تعتبر هولفورد مهندسة مرخص لها (زميلة في معهد المهندسين الميكانيكيين)، وزميلة للجمعية التعليمية في ويلز، وزميلة لجمعية النساء المهندسات، وانتخبت زميلة للأكاديمية الملكية للهندسة في عام 2015. في عام 2016، أُدرجت في قائمة ديلي تلجراف الافتتاحية التي ضمت 50 من أكثر النساء تأثيرًا في الهندسة.